# Pamětní medaile 30. pěšího pluku Aloise Jiráska
Pamětní medaile 30. pěšího pluku Aloise Jiráska je pamětní medaile 30. pěšího pluku Aloise Jiráska, která byla založena v roce 1948 jako připomínka třicátého výročí založení jednotky. Ta vznikla v roce 1918 a následně byla poslána do Vysokého Mýta. Přestože u ní chybí průkazná tradice italských legií, byla i této jednotce založena pamětní medaile. Příjemci se předávala v prosté papírové krabičce s malou stužkou a udělovacím dekretem.

## Popis medaile
Medaile kulatého tvaru o průměru 37 mm je vyrobena z bronzu. Na přední straně je vyobrazen svatý Jiří na koni. V pravé ruce drží kopí, kterým zabíjí draka ležícího na zemi. V levé ruce drží štít se symbolem tzv. řeckého kříže. Na zadní straně je slovenský zemský znak. Pod ním je lipová větvička. Při vnějším okraji je nápis PĚŠÍ PLUK 30 AL JIRÁSKA a 1918 – 1948.
Stuha široká 39 mm je světle šedá s pruhem černé a modré barvy při obou okrajích.